# Кумови (представа)
Кумови је хумористичка позоришна представа коју је написао и режирао Душан Ковачевић.

## Улоге
| Глумац            | Улога     |
| ----------------- | --------- |
| Драган Петровић   | Милан     |
| Даница Максимовић | Ана       |
| Милица Михајловић | Кума      |
| Бранимир Брстина  | Инспектор |
| Рале Миленковић   | Вучко     |

## Награде
- Награда стручног жирија „Мија Алексић“ за најбољу представу, 41. Дани комедије, Јагодина, 2012.
- Награда публике „Миодраг Петровић Чкаља“ за најсмешнију представу, 41. Дани комедије, Јагодина, 2012.
- Награда публике за најбољу представу, 29. Нушићеви дани, Смедерево, 2012.[2]